# Хадпо, Вичайрачанон
Вичайрачанон Хадпо (тайск. วิชัย ราชานนท์; род. 3 марта 1968, Кхонкэн) — тайский боксёр, представитель легчайшей и наилегчайшей весовых категорий. Выступал за сборную Таиланда по боксу в конце 1980-х — середине 1990-х годов, бронзовый призёр летних Олимпийских игр в Атланте, обладатель двух бронзовых медалей Азиатских игр, чемпион Азии, двукратный победитель Игр Юго-Восточной Азии, победитель и призёр турниров национального значения. Также известен как боец муай-тай.

## Биография
Вичайрачанон Хадпо родился 3 марта 1968 года в ампхе Нон Руэа провинции Кхонкэн. Занимался боксом с раннего детства, состоял в студенческой боксёрской команде в колледже, продолжал тренироваться во время службы в Королевских военно-воздушных силах Таиланда. На соревнованиях по муай-тай выступал под псевдонимом Чингчай Люкфааратит (тайск. ชิงชัย ลูกพระอาทิตย์).
В 1988 году вошёл в основной состав тайской национальной сборной и благодаря череде удачных выступлений удостоился права защищать честь страны на летних Олимпийских играх в Сеуле, где, тем не менее, уже в первом поединке потерпел поражение от представителя Пуэрто-Рико Энди Агосто.
Первого серьёзного успеха в любительском олимпийском боксе добился в сезоне 1990 года, когда побывал на Азиатских играх в Пекине, откуда привёз награду бронзового достоинства, выигранную в зачёте наилегчайшей весовой категории. Год спустя одержал победу на домашнем чемпионате Азии в Бангкоке и на Играх Юго-Восточной Азии в Маниле.
Находясь в числе лидеров боксёрской команды Таиланда, Хадпо благополучно прошёл квалификацию на Олимпийские игры 1992 года в Барселоне, но вновь выступил на Олимпиаде неудачно, в первом же поединке его остановил немец Марио Лох. Также в этом сезоне он стал лучшим на чемпионате Международного совета военного спорта в Дании.
В 1994 году добавил в послужной список бронзовую награду, полученную на Азиатских играх в Хиросиме, занял второе место на Кубке мира в Бангкоке.
Начиная с 1995 года выступал в легчайшей весовой категории — в этом сезоне он одержал победу на Играх Юго-Восточной Азии в Чиангмее, стал вторым на чемпионате мира среди военнослужащих в Италии, выиграл международный турнир в Греции и получил бронзу на международном турнире «Кордова Кардин» на Кубе, где уступил в полуфинале титулованному кубинскому боксёру Хоэлю Касамайору.
В 1996 году отправился представлять Таиланд на Олимпийских играх в Атланте и на сей раз добился большего успеха — в легчайшем весе по очкам одолел всех троих соперников по турнирной сетке и вышел тем самым в полуфинал, гарантировав себе бронзовую олимпийскую награду. В полуфинале, однако, встретился с сильным венгерским боксёром Иштваном Ковачем и проиграл ему со счётом 7:12. Вскоре по окончании этих соревнований принял решение завершить спортивную карьеру.
После завершения карьеры спортсмена занялся тренерской деятельностью. Является владельцем боксёрского кэмпа Rajanon, где осуществляет подготовку перспективных бойцов муай-тай.